# Fifth Dimension
| 전문가 평가                   | 전문가 평가   |
| 평가 점수                     | 평가 점수     |
| 출처                          | 점수          |
| ----------------------------- | ------------- |
| AllMusic                      | [ 1 ]         |
| Blender                       | [ 2 ]         |
| Encyclopedia of Popular Music | [ 3 ]         |
| Entertainment Weekly          | B             |
| Melody Maker                  | "Recommended" |
| MusicHound                    | 3/5           |
| NME                           | 8/10          |
| Q                             | [ 2 ]         |
| The Rolling Stone Album Guide | [ 5 ]         |

《Fifth Dimension》은 미국의 록 밴드 버즈의 세 번째 음반으로 1966년 7월 18일, 컬럼비아 레코드에서 발매되었다. 음반의 대부분은 1966년 2월 밴드의 주요 작곡가인 진 클라크의 탈퇴에 따라 녹음되었다. 클라크의 공백을 메우기 위한 시도로 기타리스트 로저 맥귄과 데이비드 크로스비가 틈새에 끼어들어 작곡량을 늘렸다. 그럼에도 불구하고, 클라크의 손실은 총 4개의 커버 버전과 기악을 가진 음반으로 이어졌는데, 비평가들은 이를 "야생적으로 고르지 않다"고 묘사하고 "어색하고 흩어졌다"고 묘사했다. 그러나 이 음반은 버즈가 이전에 밴드의 레퍼토리의 주축이었던 밥 딜런이 작곡한 곡을 포함하지 않은 첫 번째 음반이라는 점에서 주목할 만하다.
이 음반은 빌보드 200 차트에서 24위로 정점을 찍었고, 영국 음반 차트에서 27위에 올랐다. 이전의 두 싱글인 〈Eight Miles High〉와 〈5D (Fifth Dimension)〉는 이 음반에 포함되었고, 전자는 빌보드 핫 100을 놓쳤다. 게다가, 이 음반에서 가져온 세 번째 싱글인 〈Mr. Spaceman〉은 미국 톱 40에 오르는 데 성공했다. 발매되자마자 《Fifth Dimension》은 현재까지 밴드의 가장 실험적인 음반으로 널리 평가되었고 오늘날 비평가들에 의해 사이키델릭 록의 음악 장르를 탄생시키는 데 영향을 미친 것으로 간주된다.

## 배경
1965년 12월 22일, 두 번째 음반 《Turn! Turn! Turn!》의 발매 직후, 버즈는 최근에 작곡한 두 곡의 신곡 〈Eight Miles High〉와 〈Why〉를 녹음하기 위해 로스앤젤레스의 RCA 스튜디오에 들어갔다. 두 곡 모두 밴드의 창의적인 도약을 의미했고 사이키델릭 록과 라가 록의 음악 스타일을 발전시키는 데 중요한 역할을 했다. 그러나 이 밴드는 컬럼비아 소유의 스튜디오에서 녹음되지 않았기 때문에 두 곡의 발매를 거부한 그들의 음반 회사 컬럼비아 레코드와 마찰을 빚었다. 그 결과 밴드는 할리우드의 컬럼비아 스튜디오에서 두 곡 모두를 재녹음해야 했고, 이 재녹음들은 〈Eight Miles High〉 싱글과 《Fifth Dimension》 음반에 발매될 것이다.
〈Eight Miles High〉와 〈Why〉의 재녹음은 버즈의 이전 프로듀서 테리 멜처를 없애기로 한 결정에 따라 최근 밴드에 배정된 컬럼비아의 웨스트 코스트 부사장 앨런 스탠턴이 프로듀싱을 맡았다. 멜처는 미국 차트에서 1위에 오른 국제적인 히트 싱글 〈Mr. Tambourine Man〉과 〈Turn! Turn! Turn!〉을 포함한 그들의 첫 두 포크 록 음반의 녹음을 이끌었다. 그러나 《Turn! Turn! Turn!》 음반의 세션 동안 멜처는 버즈를 직접 프로듀싱하고자 하는 열망을 가진 밴드의 매니저 짐 딕슨과 갈등하는 자신을 발견했다. 밴드의 두 번째 음반이 발매된 지 한 달 만에 딕슨은 버즈의 전폭적인 지지를 받으며 컬럼비아에 접근하여 멜처를 교체해야 한다고 주장했다. 그러나 딕슨이 직접 밴드를 프로듀싱할 수 있도록 허락받았던 모든 희망은 음반사가 앨런 스탠턴을 버즈의 새로운 프로듀서로 선택했을 때 깨졌다. 이 결정은 컬럼비아 스튜디오 규정에 따라 컬럼비아 사내 직원만 음반 제작이 가능하도록 규정한 결과였다. 스탠턴은 《Fifth Dimension》 녹음 세션 동안 버즈의 프로듀서로 일했지만, 음반 발매 직후 컬럼비아를 떠나 A&M 레코드로 향했다.
1966년 1월, 〈Eight Miles High〉의 재녹음 이후, 그리고 그해 3월 싱글로 발매되기 직전에 밴드의 주요 작곡가인 진 클라크는 밴드를 떠났다. 당시 클라크의 출발에 대한 공식적 이야기는 그가 비행에 대한 두려움 때문에 그룹에 대한 의무를 다하지 못하고 있다는 것이었다. 그러나 그 이후 몇 년 동안 그의 작곡 수입으로 인해 버즈에서 가장 부유한 멤버가 된 것에 대한 밴드 내 분노뿐만 아니라 다른 스트레스 관련 요소들이 있다는 것이 알려지게 되었다. 곡 〈Eight Miles High〉는 여전히 클라크의 완전한 참여를 특징으로 하는 반면, 《Fifth Dimension》 음반의 나머지 10곡은 그가 밴드를 떠난 후 녹음되었다.

## 곡 목록
| #  | 제목                               | 작사·작곡               | 재생 시간 |
| -- | ---------------------------------- | ----------------------- | --------- |
| 1. | 〈5D (Fifth Dimension)〉           | 로저 맥귄               | 2:33      |
| 2. | 〈Wild Mountain Thyme〉            | 민요                    | 2:30      |
| 3. | 〈Mr. Spaceman〉                   | 맥귄                    | 2:09      |
| 4. | 〈I See You〉                      | 맥귄, 데이비드 크로스비 | 2:38      |
| 5. | 〈What's Happening?!?!〉           | 크로스비                | 2:35      |
| 6. | 〈I Come and Stand at Every Door〉 | 나짐 히크메트           | 3:03      |

| #  | 제목                                   | 작사·작곡                                  | 재생 시간 |
| -- | -------------------------------------- | ------------------------------------------ | --------- |
| 1. | 〈Eight Miles High〉                   | 진 클라크, 맥귄, 크로스비                  | 3:34      |
| 2. | 〈Hey Joe (Where You Gonna Go)〉       | 빌리 로버츠                                | 2:17      |
| 3. | 〈Captain Soul〉                       | 맥귄, 크리스 힐먼, 마이클 클라크, 크로스비 | 2:53      |
| 4. | 〈John Riley〉                         | 민요                                       | 2:57      |
| 5. | 〈2-4-2 Fox Trot (The Lear Jet Song)〉 | 맥귄                                       | 2:12      |